# Bojan Obradović
Bojan Obradović, né le 22 mars 1977, est un ancien joueur yougoslave, puis serbe de basket-ball.

## Palmarès
- 1998: Champion d’Europe espoirs avec la Yougoslavie.
- 2000-2001: Vainqueur de la Coupe de Bosnie-Herzégovine avec Igokea.
- 2000-2001: Finaliste de la super Coupe de Bosnie-Herzégovine avec Igokea.
- 2000-2001: Champion de Bosnie-Herzégovine avec Igokea.
- 2006-2007: Champion de Bosnie-Herzégovine avec Igokea.
- 2006-2007: Vainqueur de la Coupe de Roumanie avec Ploiesti.
- 2007-2008: Champion de Roumanie avec Ploiesti.
- 2007-2008: Vainqueur de la Coupe de Roumanie avec Ploiesti.
- 2008-2009: Finaliste de la coupe de Roumanie avec Otopeni.

## Sélections
- 1998: International yougoslave espoir.
- 1998: Participe au Championnat d'Europe espoir.

## All-Star Game
- 1998-1999: Participe au All-Star Game yougoslave.
- 2000-2001: Participe au All-Star Game bosniaque.
- 2008-2009: Participe au All-Star Game roumain.

## Summer League
- 2000: Participe au Court Side Pro Summer Camps de Pécs.